# Drosera hartmeyerorum
Drosera hartmeyerorum es una especie de planta carnívora perteneciente a la familia Droseraceae que es originaria del norte de Australia Occidental. Fue descubierto en 1995 por Siegfried y Irmgard Hartmeyer.

## Descripción
Drosera hartmeyerorum tiene hojas que fácilmente se curvan alrededor de cualquier desafortunado insecto que se posa en ellas. Una cosa importante que separa esta drosera de los demás son los tricomas amarillos redondos en la base de las hojas. La función de los tricomas amarillas es incierto. Crece en zonas cálidas y húmedas de turba, arena con alto grado de humedad y bajos niveles de nutrientes en el suelo.
D. hartmeyerorum fue clasificada inicialmente como una subespecie de D. índica, pero más tarde fue elevado a la categoría de especies. Junto con D. indica, forma parte de la sección Arachnopus del género Drosera.

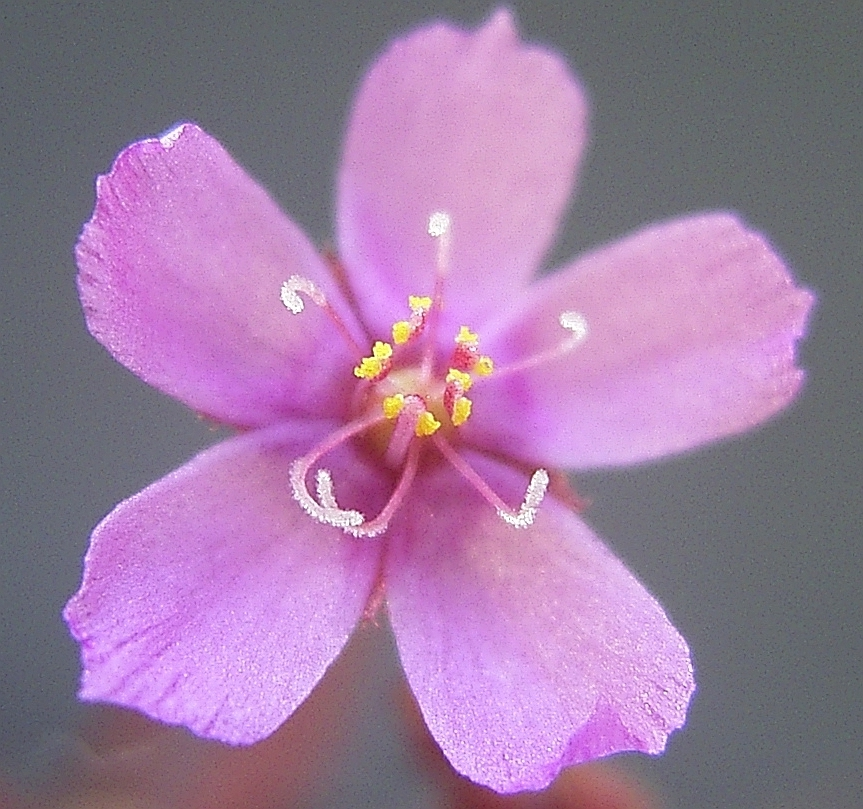
Flor de Drosera hartmeyerorum

## Taxonomía
Drosera hartmeyerorum fue descrita por Jan Schlauer y publicado en Carnivorous Plant Newsletter 30: 104. 2001.
hartmeyerorum: epíteto geográfico que alude a la localidad donde se encuentra.